# Stilbops quercicola
Stilbops quercicola är en stekelart som beskrevs av Dmitriy R. Kasparyan 1999. Stilbops quercicola ingår i släktet Stilbops och familjen brokparasitsteklar. Inga underarter finns listade i Catalogue of Life.